# سوريا في ألعاب البحر الأبيض المتوسط 2022
شاركت سوريا في الدورة التاسعة عشر لألعاب البحر الأبيض المتوسط 2022 المنظمة في وهران (الجزائر) بين 25 يونيو/حزيران و5 يوليو/تموز 2022.
ويمثلها فيها 26 رياضيا في 24 رياضة.

## ميداليات
| الرياضة             | الفائز              | الفئة             | التاريخ           |
| ميداليات ذهبية: 4   | ميداليات ذهبية: 4   | ميداليات ذهبية: 4 | ميداليات ذهبية: 4 |
| ------------------- | ------------------- | ----------------- | ----------------- |
| الملاكمة (التفاصيل) | احمد غصون           | 75 كغ رجال        | 01 يوليو          |
| الفروسية            | أحمد حمشو عمرو حمشو | القفز فرق         | 01 يوليو          |
| الفروسية            | أحمد حمشو           | القفز الفردي      | 03 يوليو          |
| \|رفع الأثقال       | معن أسعد            | نتر+102كغ-رجال    | 04 يوليو          |

| الرياضة          | الفائز           | الفئة            | التاريخ          |
| ميداليات فضية: 3 | ميداليات فضية: 3 | ميداليات فضية: 3 | ميداليات فضية: 3 |
| ---------------- | ---------------- | ---------------- | ---------------- |
| ألعاب القوى      | مجد الدين غزال   | وثب عالي رجال    | 01 يوليو         |
| الفروسية         | شادي غريب        | القفز الفردي     | 03 يوليو         |

## روابط خارجية
- الموقع الرسمي لألعاب البحر الأبيض المتوسط 2022 نسخة محفوظة 16 ديسمبر 2021 على موقع واي باك مشين..
- صفحة سوريا نسخة محفوظة 1 يوليو 2022 على موقع واي باك مشين. على الموقع الرسمي لألعاب 2022.